# Mike Mukula
George Michael Mukula, comummente conhecido como Mike Mukula, é um político, piloto profissional e empresário de Uganda. Ele representou o município de Soroti de 2001 a 2016 no parlamento de Uganda. Ele é membro do Movimento Nacional de Resistência e serviu como ministro da saúde de 2001 a 2006.

## Infância e educação
Mukula nasceu em Soroti, sub-região de Teso, na região leste de Uganda, em 27 de agosto de 1956. Ele frequentou escolas locais antes de ser admitido na Escola de Voo do Quénia no Aeroporto Wilson em Nairobi, Quénia. Ele completou o treino de pilotagem nos Estados Unidos. Em 2005, ele foi premiado com um Master of Business Administration pela Universidade de Nkumba. Em 2009, recebeu o título de doutor honorário pela Universidade Latino de Teologia, com sede em Torrance, Califórnia, EUA.

## Carreira
No final dos anos 80, Mukula trabalhou como piloto pessoal para o presidente Yoweri Museveni. Mukula possuía uma frota de aeronaves Cessna que ele alugou. Ele pessoalmente pilotou o presidente num desses aviões. Ele entrou para a política em 2001, quando conseguiu concorrer com sucesso para a sede parlamentar do Município de Soroti. Ele ocupou continuamente esse assente, tendo obtido sucesso em re-eleições em 2006 e em 2011. Em 2001, foi nomeado ministro da Saúde, ocupando esse cargo até 2006. Na reforma do gabinete de 23 de maio de 2006, Museveni retirou-o do seu governo.
Em maio de 2015, Mukula anunciou que deixaria a política eletiva em março de 2016.

## Controvérsia
Em junho de 2006, o governo de Uganda estabeleceu uma Comissão de Inquérito, chefiada pelo juiz James Munange Ogoola, para investigar o uso indevido de fundos fornecidos pelo Fundo Global de Combate à SIDA, Tuberculose e Malária. A comissão concluiu que o ministro da Saúde, Jim Muhwezi, e seus dois ministros de Estado, Mukula e Alex Kamugisha, foram responsáveis pelo uso indevido desses fundos. A comissão recomendou um processo, restituição e possível prisão se considerados culpados.
Em 21 de maio de 2007, uma força combinada da polícia de Uganda, a polícia militar da UPDF e militares regulares da UPDF prenderam Mukula na sua residência em Bugoloobi e, após uma breve aparição na delegacia central, entregaram-no à prisão máxima de Luzira. Ele mais tarde obteve fiança. Em janeiro de 2013, ele foi considerado culpado de desviar a UGX: 210 milhões da Aliança Global para Vacinas e Imunização e condenado a quatro anos de prisão. Em março de 2013, no entanto, o tribunal de apelação rejeitou as acusações.

## Vida pessoal
Ele é casado e é pai de cinco filhos. Ele pertence ao partido político do Movimento Nacional de Resistência.